# Образотворче мистецтво Азербайджану

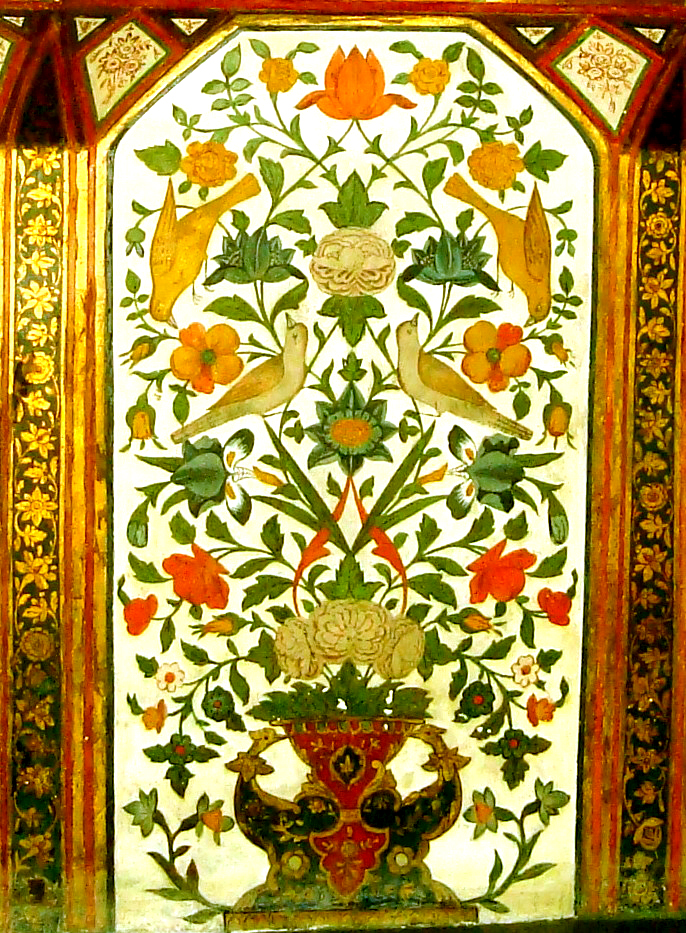
Настінні розписи в Палаці шекінських ханів, XVIII століття

Образотворче мистецтво Азербайджану — образотворче мистецтво, створюване народами, що жили на території сучасного Азербайджану з часів палеоліту до наших днів. Переважно в статті описується образотворче мистецтво (живопис, скульптура, декоративно-прикладне мистецтво тощо) азербайджанського народу, формування якого завершилося в основному до кінця XV — початку XVI століття н. е. Також коротко розповідається про історію розвитку образотворчого мистецтва до формування азербайджанського етносу.
В розвитку образотворчого мистецтва Азербайджану відбиті насичена політичними і військовими потрясіннями історія і положення на шляхах, що здавна з'єднують Схід із Заходом. Згідно з ВРЕ «локальні умови історичного буття протягом століть породили самобутність мистецтва Азербайджану, визначивши його специфічне місце в художньому доробку Переднього Сходу, а спільність доль з сусідніми і близько розташованими країнами сприяла взаємозв'язку їхніх художніх культур».

## Історія розвитку мистецтва на території Азербайджану

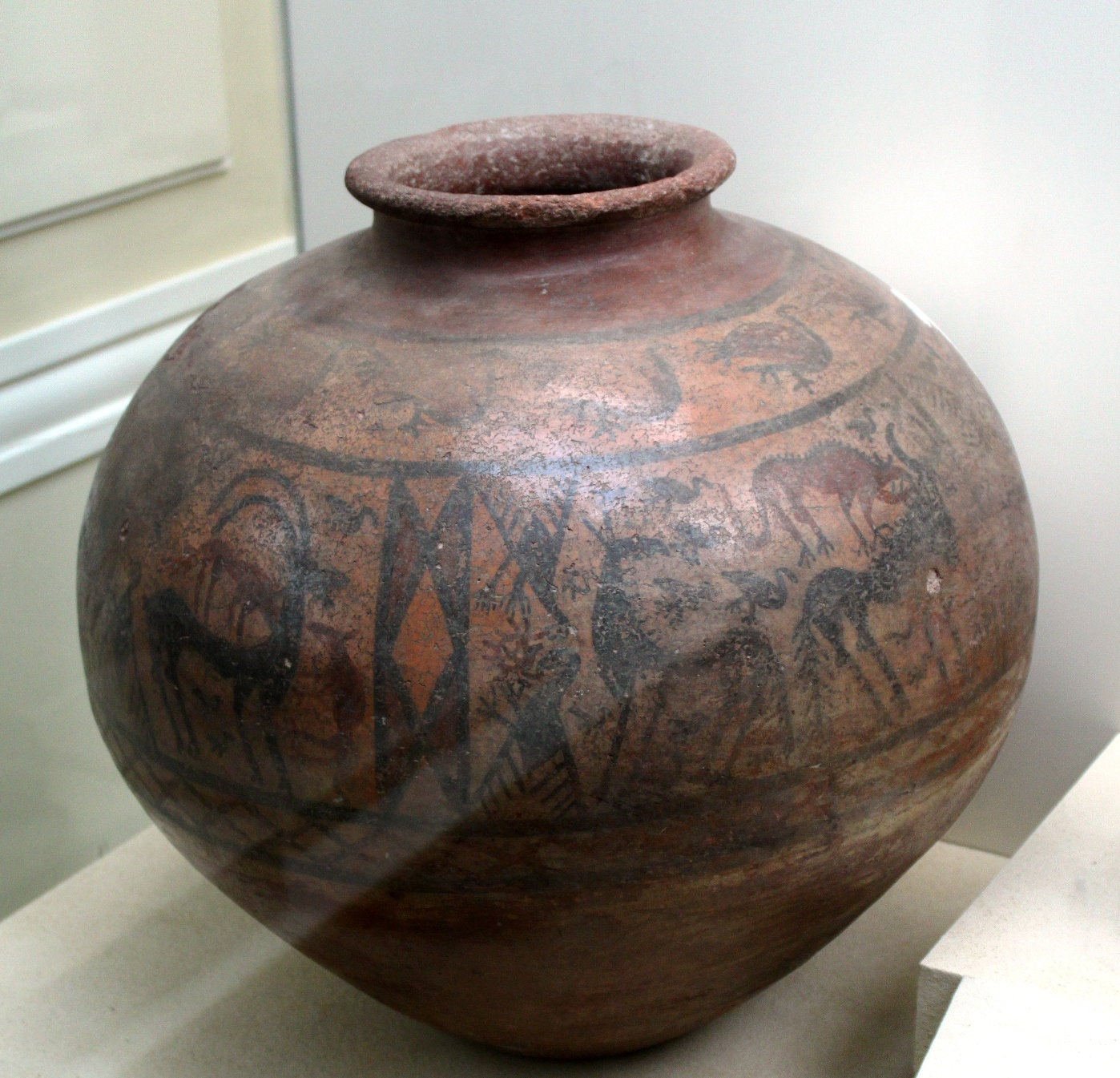
Посудина з селища Шахтахти. Середина II тисячоліття до. н. е.

На території Азербайджану образотворче мистецтво було розвинене ще з часів палеоліту. Про первісне мистецтво епохи мезоліту свідчать збережені на скелях в Гобустані зображення. IV—I тисячоліттям до. н. е. датовані петрогліфи Гямігаї на території Ордубадського району. Винятковою різноманітністю видів, досконалістю форм і вишуканістю оздоблення характеризується безліч знахідок керамічних виробів, що належать до культури народів Кавказької Албанії, виявлених під час археологічних розкопок. Керамічним виробам різних областей Азербайджану, таких як Шахтахти, Кизил-ванк характерне різноманіття тонко промальованих, орнаментально-смислових мотивів. Одним з найвідоміших зразків керамічних виробів Азербайджану є збережена велика посудина з селища Шахтахти, чорнолощені зооморфні посудини Мингечаура. В різних районах Азербайджану, переважно в Нахічевані і Гебеле, знайдено кам'яні основи колон. А на кам'яних основах з Ґазаського району, що належать до IV—III ст. до н. е., промальовано деталі рослинного малюнка.

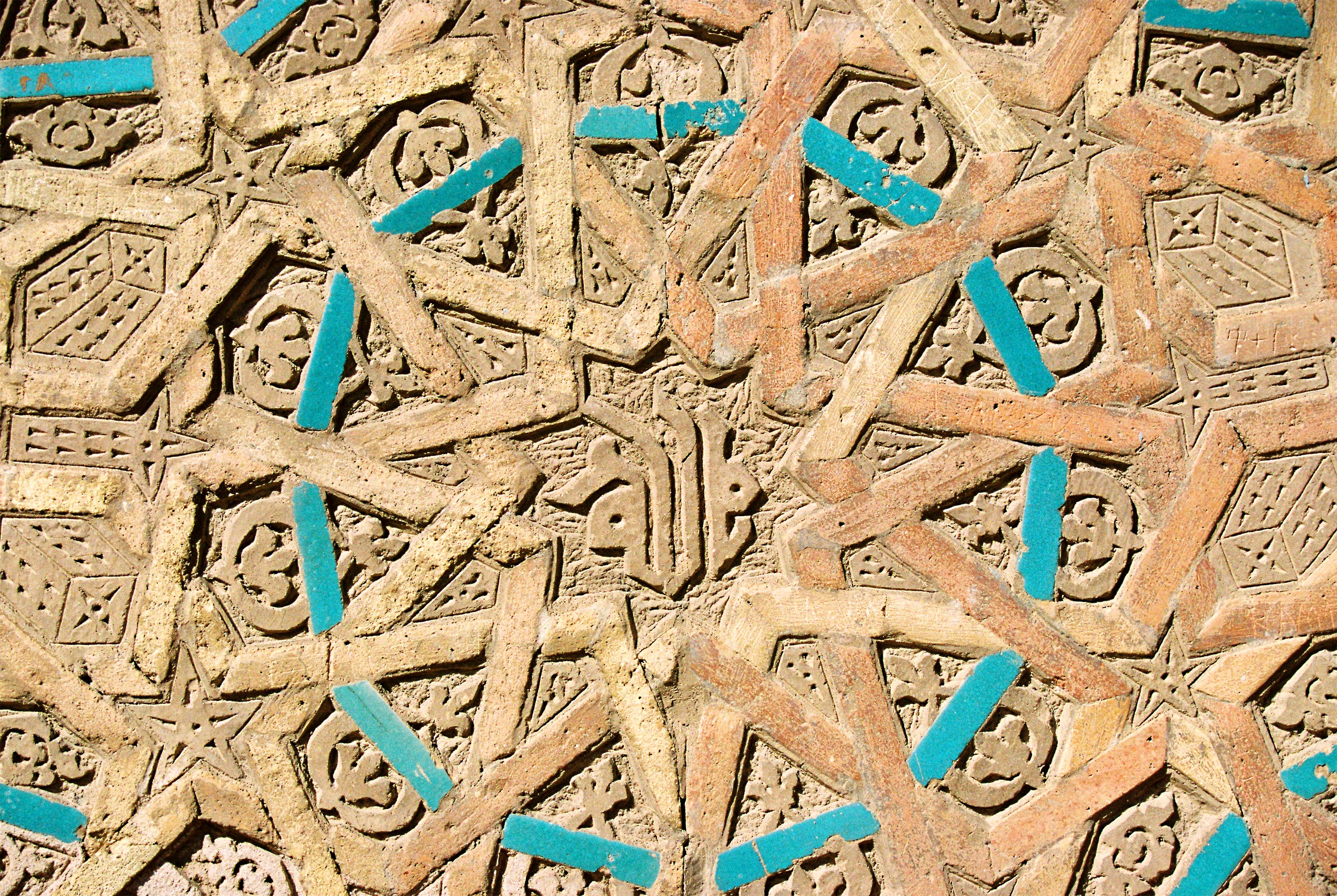
Орнамент на Гробниці Моміне-хатун в Нахічевані. XII століття

Входження території Азербайджану до складу Арабського халіфату відіграло свою роль у подальшому розвитку образотворчого мистецтва. На території сучасного Азербайджану починає поширюватися мусульманська культура. Будівництво культових пам'яток архітектури супроводжувалося оздоблюванням їх різними візерунками та орнаментами, елементами каліграфії (епітафії), кахлем і барельєфами. Після ослаблення Арабського халіфату в таких містах як Барда, Шамахія, Байлакан, Гянджа, Нахічевань, Шабран складалися локальні художні школи. Найважливішими з них є нахічеванська, ширвано-апшеронська. У XV столітті в таких містах як Баку, Шамахія розвивався також мініатюрний живопис.

### Розвиток образотворчого мистецтва в XVII—XVIIIст.

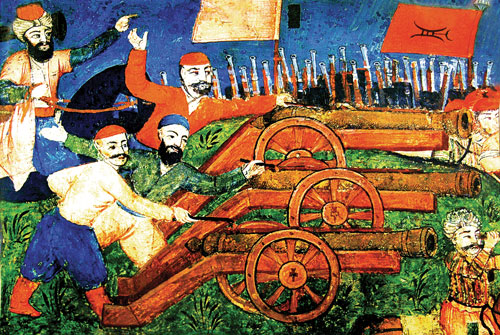
Розпис у Палаці Шекінських ханів, XVIII століття

На розвитку мистецтва XVII століття і особливо XVIII століття важко позначилися війни між Туреччиною і Іраном, а також міжусобні феодальні чвари між ханствами. Однак продовжували створюватися яскраві твори образотворчого мистецтва, серед яких розписи палацу шекінських ханів, побудованого архітектором Хадалі Зейнал Абдіном з Шираза 1797 року. Ці декоративні малюнки, створені такими майстрами, як Аббаскулі, Уста Гамбар Карабагі, Алікулі, Гурбан Алі, Шукюр та іншими, виконані яскравими і строкатими фарбами. У внутрішніх залах і кімнатах палацу зображені стилізовані візерунки, люди і тварини, а також сцени війни і полювання.
Монументальне будівництво в цілому переживає занепад. У XVIII столітті в будинках багатих городян з'являлися стінні розписи, які являли собою переважно композиції із рослинних мотивів. Іноді ці розписи містили зображення птахів, тварин, людей. Народне мистецтво створювало візерунки для зброї і посуду. Прикладом високохудожньої обробки є мідний посуд і зброя, знайдені в селищі Лагіч.
Слід особливо підкреслити розвиток різноманітних за композицією і поєднанням кольорів шкіл азербайджанського килима: Ґуба-Ширванської, Гянджа-Ґазаської, Карабаської і Тебризької (докладніше див. статтю Азербайджанський килим), а також художньої вишивки з Шекі тощо.

### Декоративне мистецтво

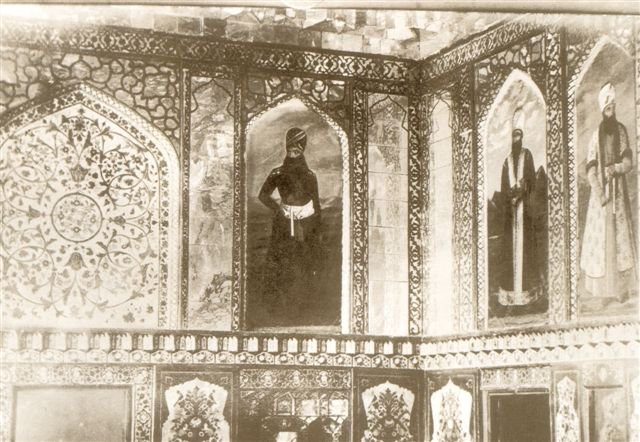
Виконані Мірзою Кадимом Ерівані портрети в палаці сардарів в місті Ерівань

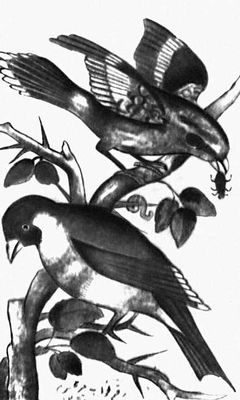
«Птахи». Мір Мохсун Навваб. 1874—1875

Від XIX до початку XX століття набули популярності кілька художників декоративного стилю, які не мали професійної мистецької освіти.
Серед таких відомих азербайджанських художників того часу — Мір Мохсун Навваб, який, не маючи професійної художньої освіти, був відомим також як поет, теоретик музики, каліграф. Особливе місце у сфері живопису займають створені ним візерунки. Його творчості характерні площинно-декоративні орнаментальні стінні розписи, малюнки із зображенням квітів і птахів зі спробою об'ємного моделювання, ілюстрації до власних рукописів («Бахр-уль Хазан» (Море смутку), 1864).
Національні традиції стінного розпису використовував Уста Гамбар Карабагі (1830 — 1905 рік). Він відомий своїми роботами з реставрації Палацу шекінських ханів, розписами інтер'єрів будинків Мехмандарова і Рустамова в Шуші й інших містах. Виконаний ним розпис не порушував площинності стіни, підкреслював її архітектурні деталі. Нові ж його роботи відрізнялися наростанням реалістичних рис.
Варто відзначити також пейзажі, зображення квітів та зразки декоративно-прикладного мистецтва відомої поетеси Хуршидбану Натаван. Свої вірші вона також прикрашала ліричними образотворчими мотивами.
Серед азербайджанських мініатюристів того часу відомі Авазалі Муганли («Каліла і Дімна» 1809 року), Мірзи Алігулу («Шах-наме» 1850 року), Наджафгулу Шамахили («Юсіф і Зулейха» 1887 рік) та ін.

### Станковий живопис
У XIX столітті нове прогресивне образотворче мистецтво в Азербайджані виявляло деяке відставання в розвитку. Вкрай повільно розвивалося станкове реалістичне мистецтво.
В цей період в азербайджанському образотворчому мистецтві починається зародження станкового живопису, але роботи цього періоду, наприклад портрети, написані Ерівані, «ще міцно пов'язані з традиціями східної середньовічної мініатюри».

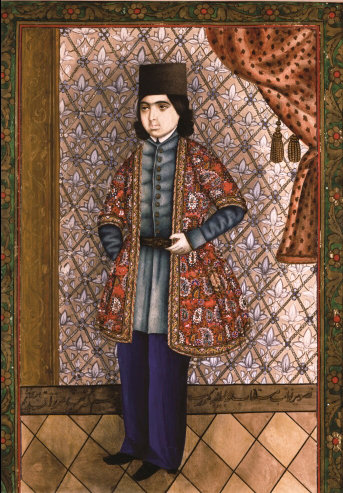
Мірза Гадим Ерівані. Портрет молодого чоловіка (малюнок). Середина XIX століття, Баку

Художник Мірза Гадим Ерівані, також не маючи професійної художньої освіти, прославився переважно як портретист. Відомі такі його твори, як «Танцівниця» (азерб. Rəqqasə), «Дервіш», «Силач» (азерб. Pəhlivan), «Кавалерист» (азерб. Süvari). В Азербайджанському музеї мистецтв ім. Р. Мустафаєва зберігаються його твори, зокрема портрет молодого чоловіка, портрет жінки, що сидить, тощо. Ерівані, твори якого все ще були міцно зв'язані з традиціями східної середньовічної мініатюри, заклав основи реалістичного станкового живопису в Азербайджані.
Серед творів Мірзи Гадима Ерівані відомі портрети в палаці сардарів в місті Ерівань (палац зруйновано 1914 року, знищено в числі інших чотири портрети великого розміру, зроблені на стінах палацу). Також відомі портрети «Фатх-Алі Шаха», «Аббаса Мірзи», «Мах Таллят ханим» і «Веджуллаха Мірзи». Крім цих творів його пензлю належить також портрет невідомого «Воїна».
Відомий «Портрет Тимура» роботи Мір Мохсун Навваба, виконаний аквареллю 1902 року, що зберігається нині в Азербайджанському музеї мистецтв у Баку.
Через видання на початку XX століття журналу «Молла Насреддін», з розвитком друкарства, почали виникати і жанри сатиричної графіки. У цьому напрямку активно працювали такі художники журналу, як О. Шмерлінг, І. Роттер, А. Азімзаде і Х.Мусаєв. Основоположник ж азербайджанської сатиричної графіки вважається Азім Азімзаде. Відомі його гострі карикатури і шаржі, висміюють суспільну нерівність, що панувала в країні, невігластво і фанатизм, гніт царизму. Відома його знаменита серія акварельних робіт «Сто типів», присвячена свободі жінок, атеїзму і політичним мотивами, а також ілюстрації до збірки творів Мірзи Алекпера Сабіра «Хопхопнаме».
Бахруз Кенгерлі, перший азербайджанський художник, що отримав неповну професійну освіту (1916), як один з основоположників азербайджанського реалістичного станкового живопису, створив пейзажі «Гора Іланли при місячному світлі», «Під час заходу сонця», «Весна». Відомі також створені ним портрети знедолених людей із серії «Біженці», побутові композиції «Сватання», «Весілля». В Азербайджанському музеї мистецтв зберігається його альбом «Пам'ять про Нахічевань» з авторськими повтореннями двадцяти пейзажів. Для поставлених у 1910-і роки в Нахічевані п'єс «Мерці» Джаліля Мамедкулізаде, «Гаджі Гара» М. Ф. Ахундова, «Пері-джаду» А. Ахвердієва та ін. Кенгерлі оформив ескізи костюмів.

З художниць того періоду можна виділити Кейсар Кашієву — першу азербайджанку, яка отримала освіту художника. Після встановлення незалежності Азербайджанської Демократичної Республіки 1919 року в Баку засновано Державний музей «Істіглал» («Незалежність»), де створювалися національні атрибути — державні герб і прапор. У музеї проводились також заходи з охорони і відновлення пам'яток історії та мистецтва. В цей час виходив журнал «Фіюзат», видавцем якого був відомий у той час філософ, журналіст і художник Алі-бек Гусейнзаде, якого вважають основоположником сучасного азербайджанського живопису олією на полотні. Відомі такі його твори, як «Мечеть Бібі-Ейбат», «Портрет Шейх уль-іслама», підкреслюють його універсальність.

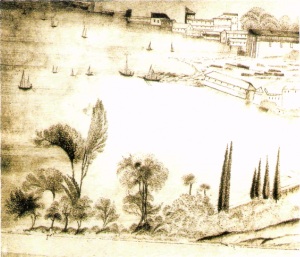
«Берег». Хуршидбану Натаван. 1886 рік
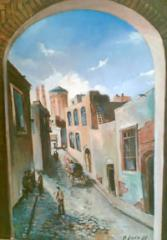
Пейзаж з альбому «Пам'ять про Нахічевань». Бахруз Кенгерлі. Початок XX століття.
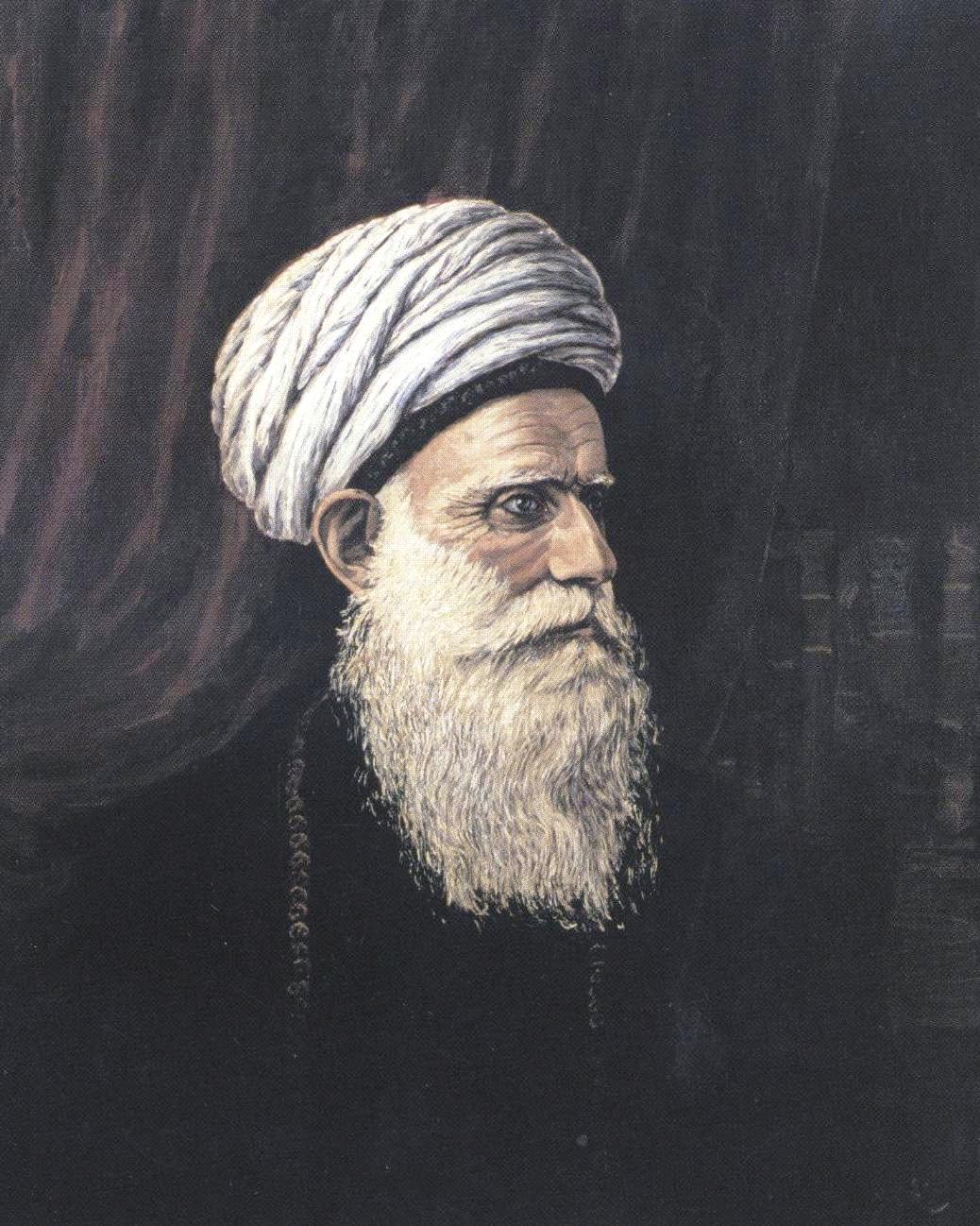
«Портрет Шейхульіслама». Алі-бек Гусейнзаде. Початок XX століття.
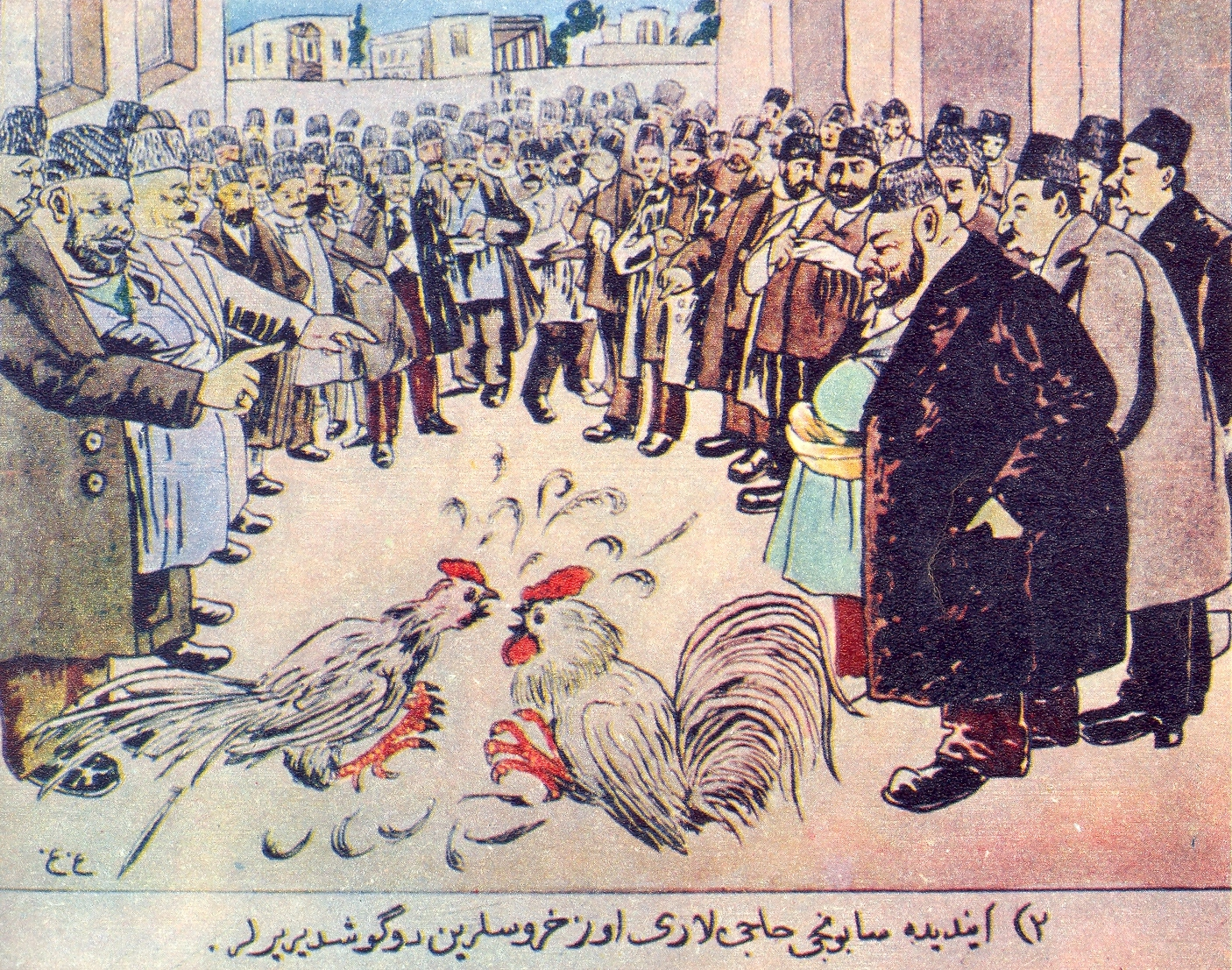
«Півнячий бій». Азім Азімзаде, 1915 рік

## Образотворче мистецтво Радянського Азербайджану

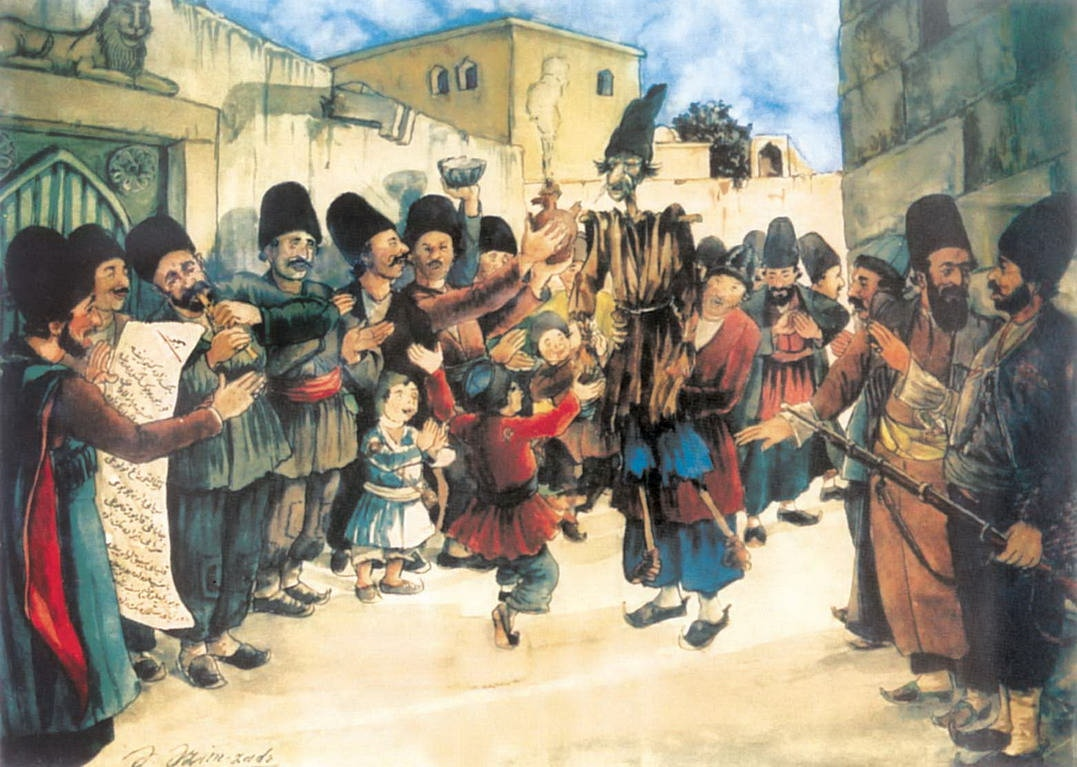
«Сільське свято». Азім Азимзаде. 1930-ті роки

Після встановлення радянської влади в Азербайджані 1920 року, в Азербайджані почало формуватися мистецтво нового типу. Того ж року в Баку відкрито перше художнє училище, де створювали нові жанри образотворчого мистецтва.

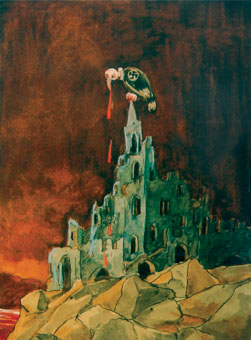
«На руїнах Рейхстагу». Азім Азимзаде. 1942 рік

У 1930-ті роки в галузі графіки працювали такі художники, як Азім Азимзаде, Газанфар Халиков, Ісмаїл Ахундов, Алтай Гаджієв, М. А. Власов, Кязім Кязім-заде, А. Мамедов та ін. Створювали ілюстрації до книг азербайджанських і зарубіжних письменників, на актуальні теми того часу малювали плакати.
1928 року відкрилася перша творча виставка Азербайджанського товариства молодих художників. У 1930-ті роки успіх мала виставка Азербайджанського союзу революційного образотворчого мистецтва. Цікаві малюнки Салама Саламзаде, Г. Халигова, А. Рзагулієва, присвячені актуальним темам.
1932 року створено комітет азербайджанських художників. У цей період відомі роботи С. Шарифзаде «Збирання винограду», «Портрет А. Азімзаде» Г. Хагвердієва, «Портрет Нізамі Гянджеві» Газанфара Халикова. Слід відзначити роботи Мікаїла Абдуллаєва, Беюкаги Мірзазаде, Б. Алієва, Саттара Бахлулзаде, Кяміля Ханларова. Перший з'їзд азербайджанських художників відбувся 1940 року.
У роки Другої світової війни створювалися переважно політичні і сатиричні плакати карикатури. Створювали політичні карикатури такі вже відомі художники як А. Азімзаде, Г. Халигов, І. Ахундов, А. Гаджієв, С. Шарифзаде.

«Мрія землі». Саттар Бахлулзаде. 1964 рік

Етап художньої зрілості настав в азербайджанському образотворчому мистецтві в середині 1950-х років. У другій половині XX століття стали відомими такі художники радянського Азербайджану, як Беюк Ага Мірза-заде, Мікаїл Абдуллаєв, Таїр Салахов, Відаді Наріманбеков, Саттар Бахлулзаде, Тогрул Наріманбеков, Надір Абдуррахманов та ін. У творах Б. Алієва, Л. Фейзуллаєва, А. Мамедова, А. Вердієва та ін. знаходять своє відображення теми праці та індустрії. Теми, присвячені історичному минулому, звичаям і традиціям азербайджанського народу, теми війни і миру видно у творчості Е. Рзагулієва, В. Наріманбекова, Т. Садигзаде, А. Гусейнова, К. Наджафзаде та ін.
Успішно проявила себе в галузі станкової графіки та книжкової ілюстрації Марал Рахманзаде — перша азербайджанка, яка отримала професійну мистецьку освіту.
Міфологічні уявлення знайшли своє відображення у творах Дж. Мірджавадова, Н. Рахманова, К. Ахмедова, Г. Юнусова, С. Вейсова, А. Ібрагімова, І. Мамедова, С. Мірзазаде, Ф. Хашімова, Ф. Гуламова, А. Самедова та ін.
У жанрі пейзажу працювали Н. Гасимов, К. Ханларов, М. Тагієв, С.Хагвердієв, Т. Джавадов, Ф. Халілов, Б. Маратли, Н. Рзаєв, А. Аскеров, У. Хаквердієв та ін. До сучасних жанрів близькі роботи Ф.Халілова, присвячені природі Апшерона, а також роботи скульптора і графіка С. Курбанова.
Одним з відомих азербайджанських художників-пейзажистів, які зображували красу природи Азербайджану, був народний художник республіки Саттар Бахлулзаде. Відомі такі його роботи, як «Мрія землі», «Дорога в Гизбановші» (азерб. Qızbənövşəyə gedən yol), «Рідні простори» (азерб. Doğma düzənliklər), «Туга за землею» (азерб. Torpağın həsrəti), «Сльози Кяпаза» та ін.
Серед портретистів того часу відомі С. Саламзаде, Т. Тагієв, В. Самедова, Ш. Шаріфзаде, О. Садигзаде, Наджафгулу, А. Керімов, Р. Мустафаєва, О. Агабабаев, Г. Зейналов, Г. Керімов, С. Мамедов, Ч. Фарзалієв та ін. Широко відомі портрети діячів культури і мистецтва, виконані Б. Мірзазаде (співачка Зейнаб Ханларова, режисер Шамсі Бадалбейлі).
Розвивалося також театрально-декораційне мистецтво. Серед відомих художників у цій галузі слід відзначити Нусрата Фатуллаєва і Бадуру Афганли.